# Saxocythere
Saxocythere is een geslacht van uitgestorven kreeftachtigen uit de klasse van de Ostracoda (mosselkreeftjes).

## Soorten
- Saxocythere anterocostata (Gruendel, 1964) Gruendel, 1974 †
- Saxocythere clansayensis Kemper, 1982 †
- Saxocythere dividera (Gruendel, 1964) Kemper, 1971 †
- Saxocythere fragilis Kemper, 1982 †
- Saxocythere mertensi (Kaye, 1963) Gruendel, 1974 †
- Saxocythere notera (Gruendel, 1964) Kemper, 1971 †
- Saxocythere parva Kemper, 1975 †
- Saxocythere rotunda Kemper, 1982 †
- Saxocythere stedumensis Kemper, 1982 †
- Saxocythere tenuissima Kemper, 1971 †
- Saxocythere tricostata (Triebel, 1938) Kemper, 1971 †